# Tasillo Römisch

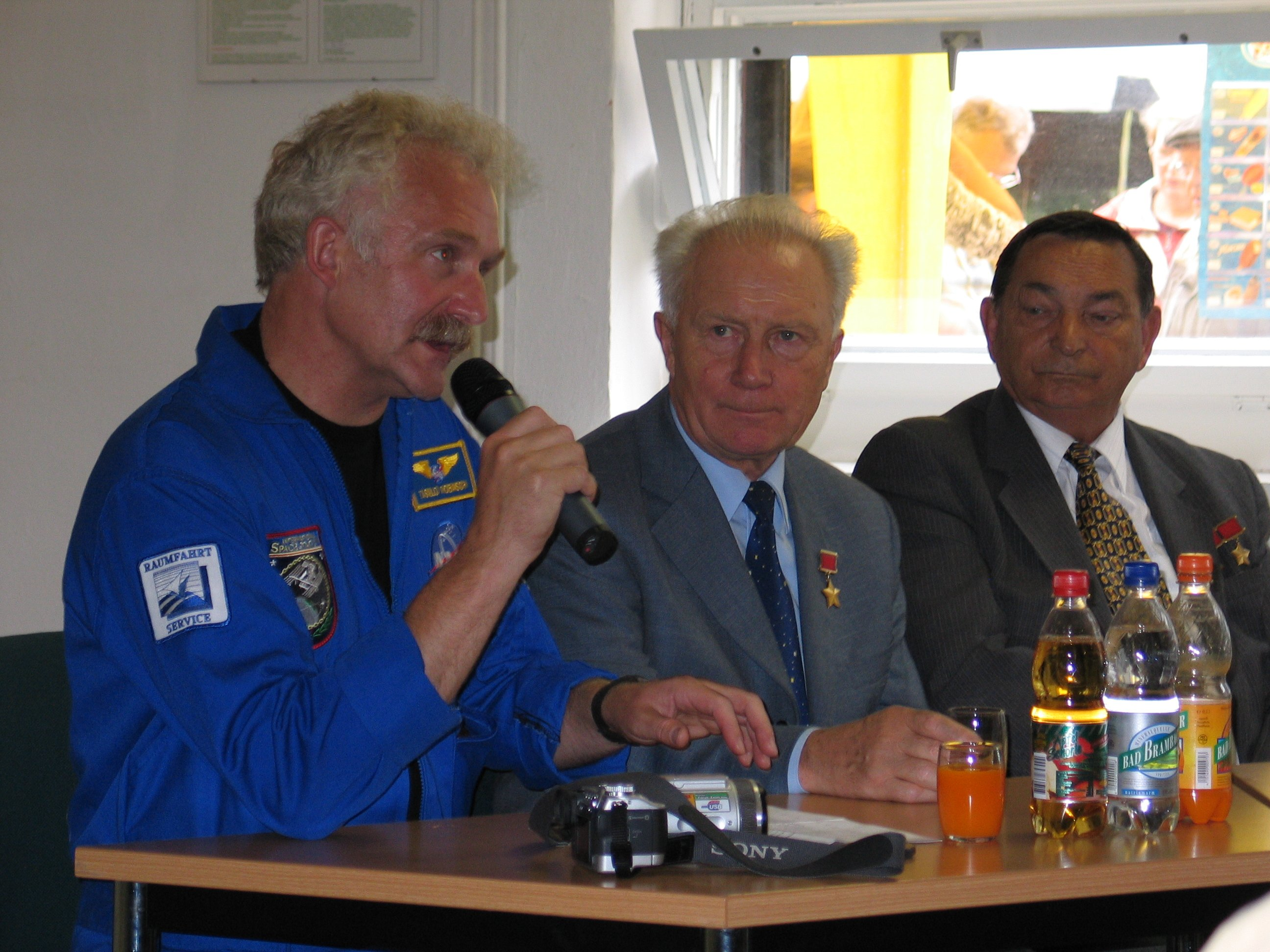
Tasillo Römisch mit Sigmund Jähn und Waleri Bykowski im Kosmonautenzentrum „Sigmund Jähn“ in Chemnitz im Jahr 2004

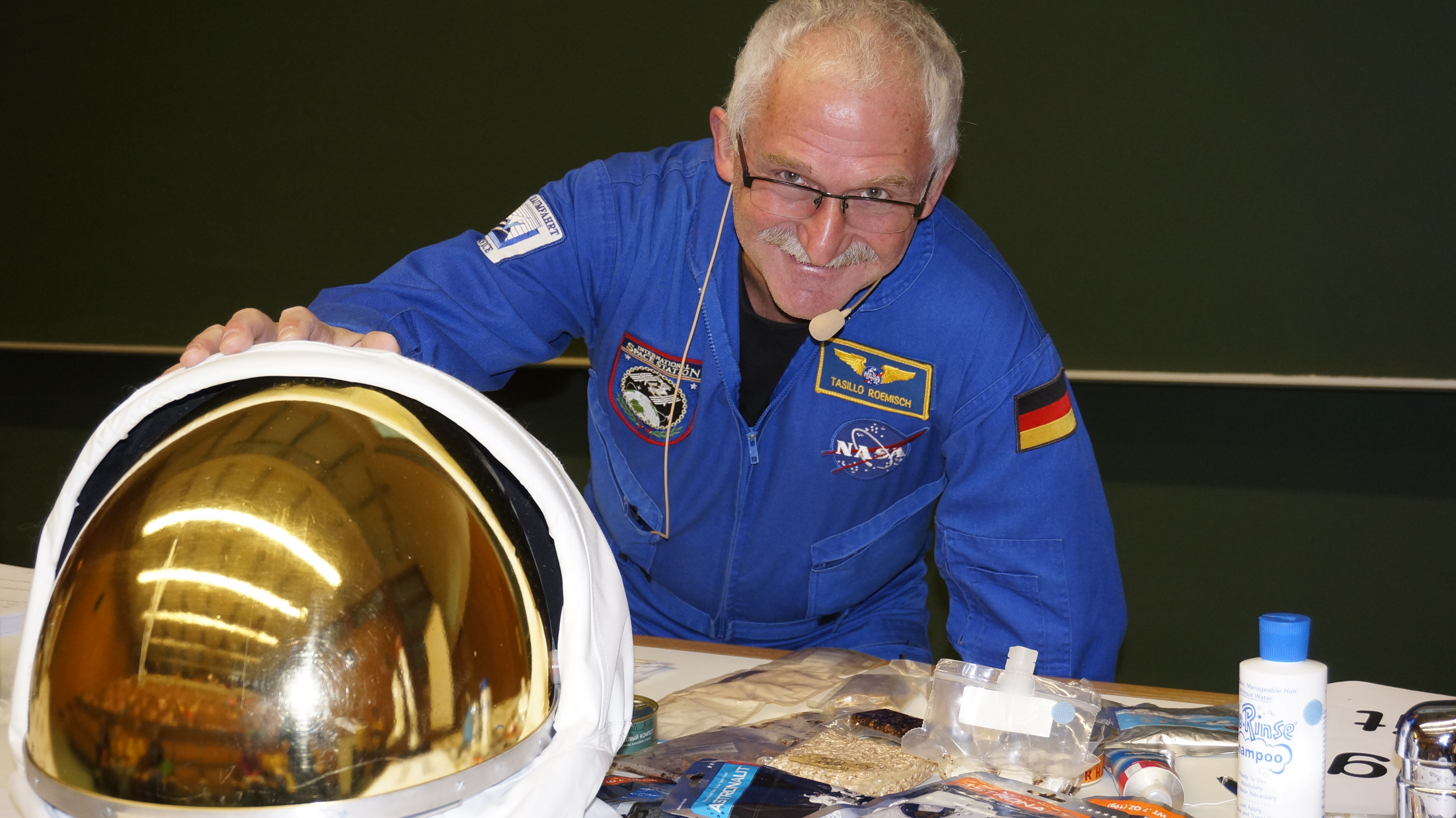
Römisch in einer Kinderuni-Vorlesung der Hochschule Mittweida

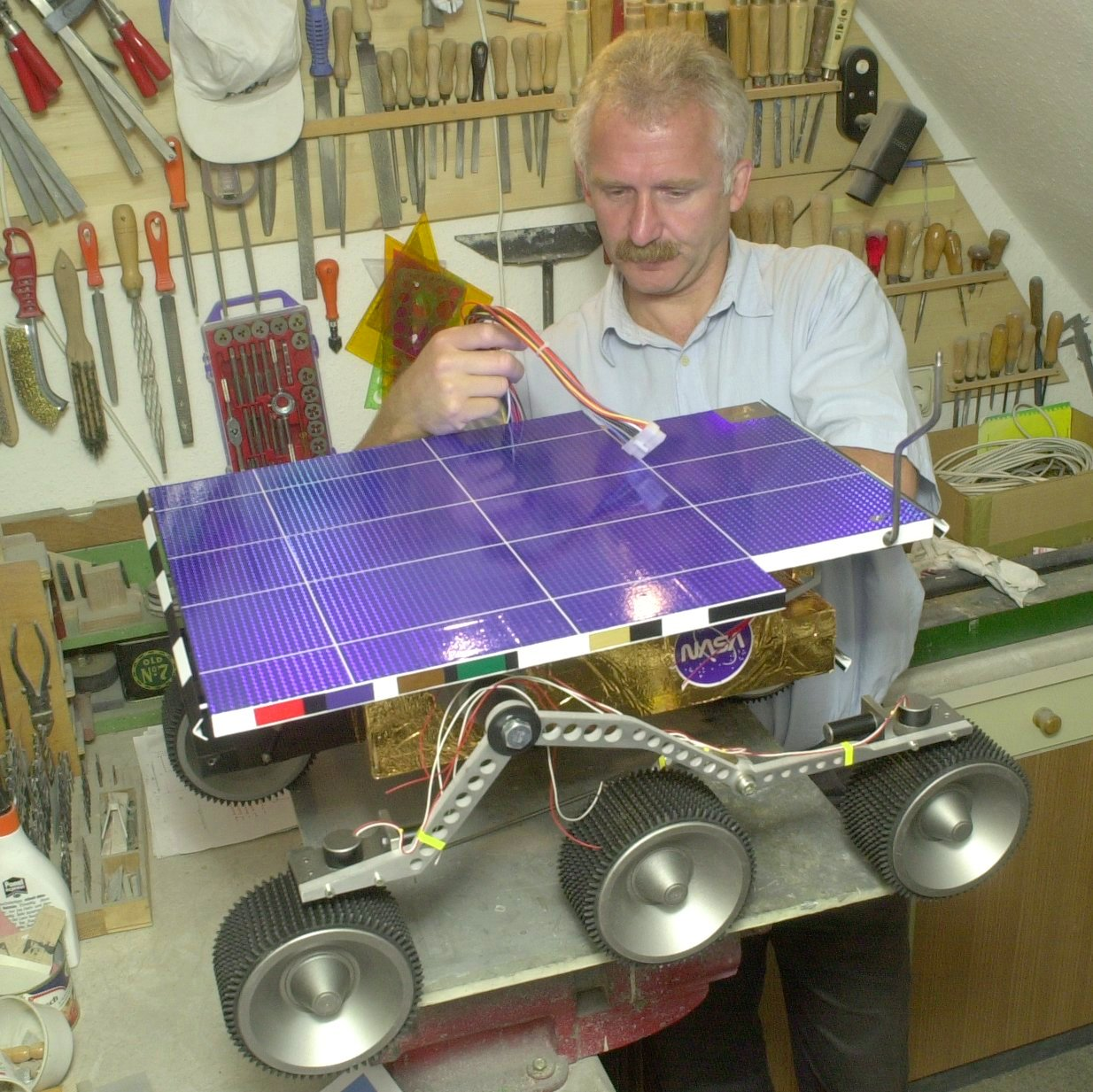
Bau des Marsrover-„Sojourner“-Modells (siehe Mars Pathfinder und Mars-Rover)

Tasillo Römisch (* 8. April 1954 in Schkeuditz) ist ein deutscher Raumfahrt-Experte, Museumsleiter und Ausstellungsmacher.

## Leben und Wirken

### Ausbildung und berufliche Tätigkeit bis 1990
Nach dem Abitur an der Kinder- und Jugendsportschule in Leipzig 1972 und dem verletzungsbedingten Ende des Leistungssports (Leichtathletik) 1973 studierte Römisch bis 1977 Wirtschaftswissenschaft an der Karl-Marx-Universität Leipzig. Eine 1989 begonnene Promotion wurde wegen der „Wende“ abgebrochen. 
Von 1977 bis 1980 war Römisch Lehrer und wissenschaftlicher Assistent an der Ingenieurhochschule Mittweida und danach bis 1991 Abteilungsleiter und stellvertretender Fachdirektor für Qualitätssicherung im VEB Textima- und Spezialdraht Mittweida.

### Nebenberufliches Interesse für Raumfahrt und unternehmerische Tätigkeit ab 1990
„Seine Liebe zur Raumfahrt entdeckte Tasillo Römisch 1969 mit der Mondlandung.“
Als 15-Jähriger wurde Römisch Mitglied der Deutschen Astronautischen Gesellschaft, der späteren Gesellschaft für Weltraumforschung und Raumfahrt (GWR), war 1973 Mitbegründer der ersten Interessengruppe der DDR zu außerirdischen Lebewesen und nahm am Kongress der International Astronautical Federation (IAF) in Baku (damals UdSSR) teil.
1974 begann Römisch im Rahmen der DDR-Urania-Gesellschaft Vorträge über Raumfahrt zu halten und „... sammelte ... zuerst Briefmarken, Zeitungsartikel, Dias und Fotos, später auch originale Objekte der Raumfahrt. Bis heute {2016} haben sich so 97.000 unterschiedliche Exemplare angesammelt. Tasillo Römisch steht mit seiner Sammlung mehrfach im Guinness-Buch der Rekorde.“
1990 war Römisch Leiter des GWR-Standes während des Kongresses der IAF in Dresden und meldete das Gewerbe Raumfahrt Service (Modellbau und Versandhandel) an. 1992 eröffnete er das firmeneigene Raumfahrtmuseum Mittweida.
„Neben seinem Museum vermittelt der weltraumbegeisterte Geschäftsmann heute mit seiner weltweit einzigen privaten Astronautenagentur Raumfahrer für Vorträge, besorgt auf Anfrage historisches Bildmaterial zur Weltraumfahrt aus seinem Archiv und ist anerkannter Experte im Bereich Space Memorabilien ...“
An der Hochschule Mittweida lehrt Römisch als externer Dozent im Rahmen des studium generale die Geschichte der Raumfahrt.
2019 konzipierte Römisch in Peenemünde eine Ausstellung zur ersten bemannten Mondlandung anlässlich des 50-jährigen Jubiläums.

## Ehrung
Im November 2024 wurde Römisch mit dem Ehrenpreis Silberner Meridian der „europäischen Raumfahrtvereine und -freunde“ sowie der Zeitschrift Raumfahrt Concret in der Kategorie „Publizistik und Bildung“ ausgezeichnet.